# Бріан Кабесас
Бріан Кабесас (ісп. Bryan Cabezas, нар. 20 березня 1997, Кеведо) — еквадорський футболіст, півзахисник турецького клубу «Коджаеліспор».
Виступав за національну збірну Еквадору.

## Клубна кар'єра
Народився 20 березня 1997 року в місті Кеведо. Вихованець юнацьких команд футбольних клубів «Сегундо Ойос Якоме», «Норте Америка» та «Індепендьєнте дель Вальє».
У дорослому футболі дебютував 2012 року виступами за команду «Індепендьєнте дель Вальє», в якій провів три з половиною сезони, взявши участь у 68 матчах чемпіонату.
Влітку 2016 року за 2,5 мільйона євро перейшов до італійської «Аталанти», з якою уклав п'ятирічний контракт. Провівши за сезон лише одну гру за нову команду, був влітку 2017 року відданий в оренду до грецького «Панатінаїкоса», а за пів року на аналогічних правах приєднався до італійського друголігового «Авелліно».
Згодом другу половину 2018 року провів в оренді у бразильському «Флуміненсе», після чого повернувся на батьківщину, приєднавшись знов-таки на умовах орендного договору до «Емелека». У цій команді нарешті почав отримувати постійну ігрову практику, а влітку 2021 року знову змінив команду, попрямувавши на правах оренди до турецького «Коджаеліспора».

## Виступи за збірні
2013 року дебютував у складі юнацької збірної Еквадору (U-17), загалом на юнацькому рівні взяв участь у 4 іграх.
2017 року залучався до складу молодіжної збірної Еквадору. На молодіжному рівні зіграв у 12 офіційних матчах, забив 7 голів. Був учасником молодіжного чемпіонату Південної Америки 2017, на якому із п'ятьма забитими голами став одним із чотирьох найкращих бомбардирів турніру. Того ж року два голи забив в іграх молодіжного чемпіонату світу.
2017 року дебютував в офіційних матчах у складі національної збірної Еквадору.

## Статистика виступів

### Статистика клубних виступів
Станом на 29 жовтня 2020
| Сезон                     | Команда                    | Чемпіонат                 | Чемпіонат | Чемпіонат | Національний кубок | Національний кубок | Національний кубок | Континентальні кубки | Континентальні кубки | Континентальні кубки | Інші змагання | Інші змагання | Інші змагання | Усього | Усього |
| Сезон                     | Команда                    | Ліга                      | Ігор      | Голів     | Ліга               | Ігор               | Голів              | Ліга                 | Ігор                 | Голів                | Ліга          | Ігор          | Голів         | Ігор   | Голів  |
| ------------------------- | -------------------------- | ------------------------- | --------- | --------- | ------------------ | ------------------ | ------------------ | -------------------- | -------------------- | -------------------- | ------------- | ------------- | ------------- | ------ | ------ |
| 2012                      | «Індепендьєнте дель Вальє» | A                         | 1         | 0         | -                  | -                  | -                  | -                    | -                    | -                    | -             | -             | -             | 1      | 0      |
| 2014                      | «Індепендьєнте дель Вальє» | A                         | 6         | 0         | -                  | -                  | -                  | ПК                   | -                    | -                    | -             | -             | -             | 6      | 0      |
| 2015                      | «Індепендьєнте дель Вальє» | A                         | 43        | 3         | -                  | -                  | -                  | КЛ                   | 2                    | 0                    | -             | -             | -             | 45     | 3      |
| 2016                      | «Індепендьєнте дель Вальє» | A                         | 18        | 1         | -                  | -                  | -                  | КЛ                   | 15                   | 3                    | -             | -             | -             | 33     | 1      |
| Усього за «Індепендьєнте» | Усього за «Індепендьєнте»  | Усього за «Індепендьєнте» | 68        | 4         |                    | -                  | -                  |                      | 17                   | 3                    |               | -             | -             | 85     | 7      |
| 2016–17                   | «Аталанта»                 | A                         | 1         | 0         | КІ                 | 0                  | 0                  | -                    | -                    | -                    | -             | -             | -             | 1      | 0      |
| 2017-січ. 2018            | «Панатінаїкос»             | СЛ                        | 9         | 0         | КН                 | 1                  | 0                  | ЛЄ                   | 4                    | 2                    | -             | -             | -             | 14     | 2      |
| січ.-черв. 2018           | «Авелліно»                 | B                         | 7         | 0         | КІ                 | -                  | -                  | -                    | -                    | -                    | -             | -             | -             | 6      | 0      |
| лип.-груд. 2018           | «Флуміненсе»               | A                         | 5         | 0         | -                  | -                  | -                  | ПК                   | 0                    | 0                    | -             | -             | -             | 5      | 0      |
| 2019                      | «Емелек»                   | A                         | 21+2      | 3+0       | КЕ                 | 6                  | 0                  | КЛ                   | 6                    | 0                    | -             | -             | -             | 35     | 3      |
| 2020                      | «Емелек»                   | A                         | 17        | 0         | -                  | -                  | -                  | ПК                   | 3                    | 0                    | -             | -             | -             | 6      | 0      |
| Усього за кар'єру         | Усього за кар'єру          | Усього за кар'єру         | 130       | 7         |                    | 7                  | 0                  |                      | 32                   | 5                    |               | 0             | 0             | 167    | 12     |

### Статистика виступів за збірну
| Дата      | Місто    | Господарі | Результат | Гості    | Турнір           | Голи | Примітки |
| --------- | -------- | --------- | --------- | -------- | ---------------- | ---- | -------- |
| 23-2-2017 | Гуаякіль | Еквадор   | 3 – 1     | Гондурас | товариський матч | -    | 63'      |
| Усього    |          | Матчів    | 1         |          | Голів            | 0    |          |

| Дата      | Місто    | Господарі | Результат | Гості             | Турнір                                                   | Голи | Примітки |
| --------- | -------- | --------- | --------- | ----------------- | -------------------------------------------------------- | ---- | -------- |
| 19-1-2017 | Ріобамба | Еквадор   | 0 – 1     | Бразилія          | Чемпіонат Південної Америки (U-20) 2017 - Груповий етап  | -    | 78'      |
| 21-1-2017 | Ріобамба | Еквадор   | 4 – 3     | Колумбія          | Чемпіонат Південної Америки (U-20) 2017 - Груповий етап  | 1    | 87'      |
| 22-1-2017 | Амбато   | Еквадор   | 1 – 1     | Чилі              | Чемпіонат Південної Америки (U-20) 2017 - Груповий етап  | -    | 52'      |
| 27-1-2017 | Ріобамба | Еквадор   | 2 – 1     | Парагвай          | Чемпіонат Південної Америки (U-20) 2017 - Груповий етап  | -    |          |
| 31-1-2017 | Кіто     | Еквадор   | 2 – 2     | Бразилія          | Чемпіонат Південної Америки (U-20) 2017 - Фінальний етап | -    |          |
| 3-2-2017  | Кіто     | Еквадор   | 2 – 4     | Венесуела         | Чемпіонат Південної Америки (U-20) 2017 - Фінальний етап | 1    |          |
| 6-2-2017  | Кіто     | Еквадор   | 3 – 0     | Аргентина         | Чемпіонат Південної Америки (U-20) 2017 - Фінальний етап | 1    | 82'      |
| 8-2-2017  | Кіто     | Еквадор   | 3 – 0     | Колумбія          | Чемпіонат Південної Америки (U-20) 2017 - Фінальний етап | 2    |          |
| 12-2-2017 | Кіто     | Еквадор   | 1 – 2     | Уругвай           | Чемпіонат Південної Америки (U-20) 2017 - Фінальний етап | -    | 56'      |
| 22-5-2017 | Інчхон   | Еквадор   | 3 – 3     | США               | Молодіжний чемпіонат світу 2017 - Груповий етап          | 2    |          |
| 25-5-2017 | Інчхон   | Еквадор   | 1 – 2     | Саудівська Аравія | Молодіжний чемпіонат світу 2017 - Груповий етап          | -    |          |
| 28-5-2017 | Чонджу   | Сенегал   | 0 – 0     | Еквадор           | Молодіжний чемпіонат світу 2017 - Груповий етап          | -    | 85'      |
| Усього    |          | Матчів    | 12        |                   | Голів                                                    | 7    |          |

## Титули і досягнення

### Особисті
- Найкращий бомбардир Молодіжного чемпіонату Південної Америки (1):

2017 (5 голів, разом з Марсело Торресом, Лаутаро Мартінесом і Родріго Амаралем)